# 布魯亞街文化走廊

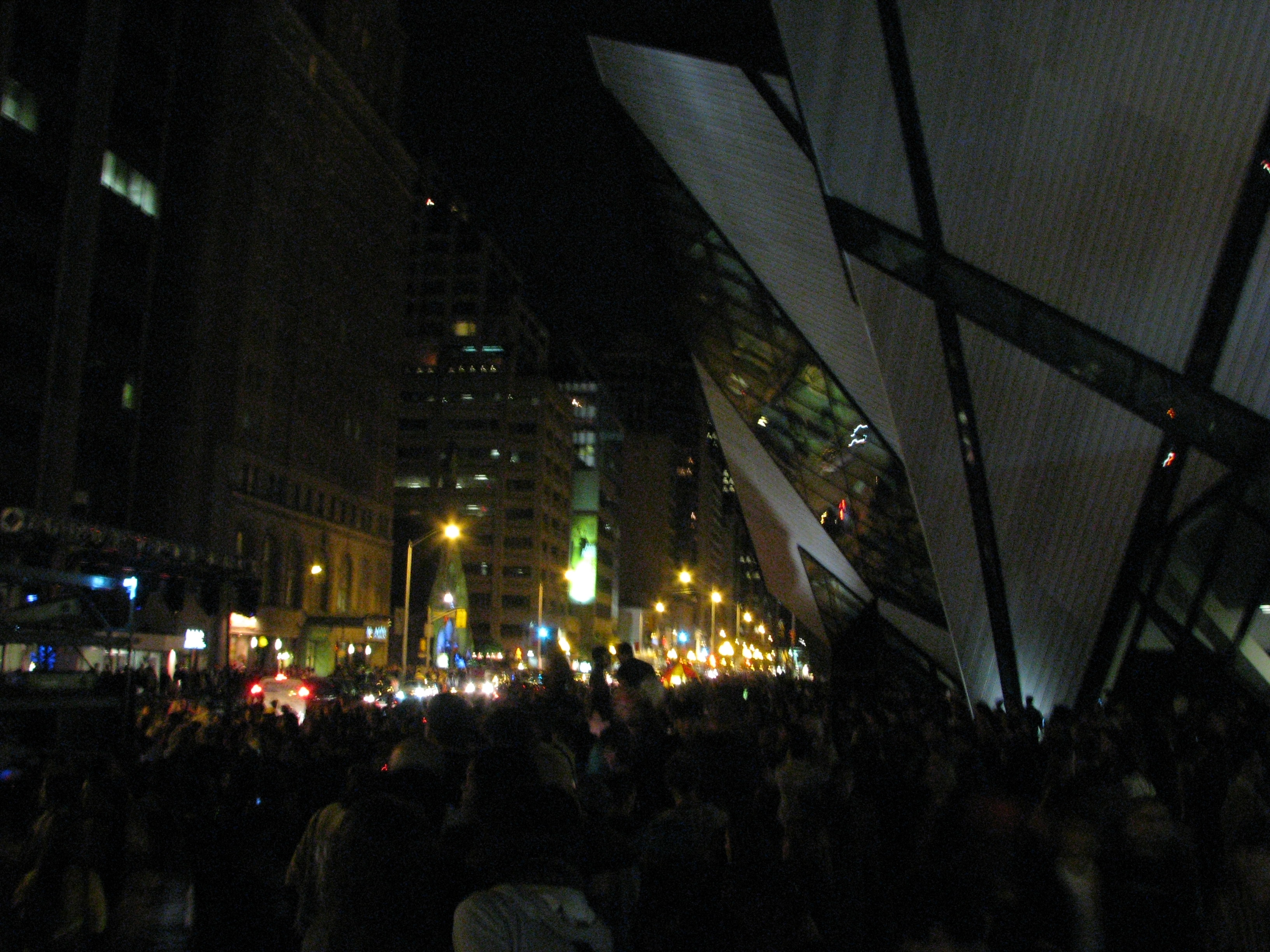
皇家安大略博物館外參加「白晝之夜」活動的人群，靠近阿梵奴道（Avenue Road）夾布魯亞街（Bloor Street）。該路口位於布魯亞街文化走廊內。

布魯亞街文化走廊（英語：Bloor Street Culture Corridor）是加拿大安大略省多倫多的一個藝術及文化組織集群。它大致位於布魯亞西街（Bloor Street West）在巴佛士街與央街之間的路段。
走廊有各種各樣的藝術流派，從博物館體驗到電影，從藝術展覽到音樂會，應有盡有。該區域還具有多元的文化，包括加拿大原住民、法裔、猶太、意大利、日本、愛沙尼亞、非洲及加勒比的藝術和文化。
該集體於2014年4月正式啟動。該集體共享網站、社交媒體和流動應用程式，以在其成員機構推廣展覽。2016年，該走廊與多倫多市政府成功合作，將布魯亞西街（Bloor Street West）路段指定為多倫多市的官方文化走廊。每年有超過300萬人參觀走廊的藝術和文化目的地，並參加展覽、表演和活動。布魯亞街文化走廊組織共僱傭了5,500多名文化工作者，每年產生超過629,500,000加元的經濟影響。

## 成員
布魯亞街文化走廊的合作伙伴及合作目的地
- 多倫多法語聯盟（英语：Alliance Française de Toronto）
- Bata Shoe Museum
- A Different Booklist Cultural Centre
- Hot Docs Ted Rogers Cinema
- 賈丁納博物館（英语：Gardiner Museum）
- 意大利文化學院（英语：Istituto Italiano di Cultura）
- 駐多倫多日本國際交流基金會
- Miles Nadal Jewish Community Centre
- 愛沙尼亞僑民博物館（Museum of Estonians Abroad，縮寫VEMU）
- 多倫多加拿大原住民中心（英语：Native Canadian Centre of Toronto）
- 蘭杜夫藝術中心（Randolph Centre for the Arts）
- 皇家音樂學院 (多倫多) / Koerner Hall
- 皇家安大略博物館
- Soundstreams
- Tafelmusik Baroque Orchestra and Chamber Choir
- The Toronto Consort
- 多倫多參考書圖書館（英语：Toronto Reference Library）
- 多倫多大學音樂學院
- 巴佛士街918號文化、藝術、媒體及教育中心（918 Bathurst Centre for Culture, Arts, Media + Education）

## 外部連結
- 布魯亞街文化走廊 （页面存档备份，存于）